# Ramón Díaz
Ramón Ángel Díaz, född 29 augusti 1959 i La Rioja, Argentina, är en argentinsk före detta fotbollsspelare och numera tränare för emiratiska Al-Nasr.